# VV Brown
Vanessa Brown (Northampton, 24 de outubro de 1983), conhecida como VV Brown é uma cantora inglesa. É compositora e produtora na Universal Records no Reino Unido e na EMI's Capitol Records nos Estados Unidos.
Os seus pais são naturais da Jamaica. É a mais velha de seis irmãos. Estudou na escola Overstone Park School onde aprendeu piano e desenvolveu as suas capacidades vocais. Cresceu a ouvir jazz e gosta de vários artistas  como Aretha Franklin, Ella Fitzgerald e Dizzy Gillespie.

Em 2010 fez a fez a versão em Simlish da música Shark in the water para The Sims 3 Ambições. Música Soul.